# L'uomo segreto
L'uomo segreto (The Secret Man) è un film muto del 1917 diretto da John Ford.

## Produzione
Il film fu prodotto dall'Universal Film Manufacturing Company (A Butterfly Picture)

## Distribuzione
Distribuito dall'Universal Film Manufacturing Company, il film uscì nelle sale cinematografiche statunitensi il 1º ottobre 1917.
Il film completo è andato perduto. Ne esiste una copia incompleta, in due rulli, negli archivi della Library of Congress.